# G7e
Il siluro T-3 (modello G7e) era un siluro usato dai sommergibili tedeschi durante la seconda guerra mondiale. Concepito e prodotto per rispondere al problema della scia sott'acqua del siluro G7a, il T-3 G7e ovviò a tale difetto tramite la spinta generata da un propulsore elettrico alimentato a batterie: soluzione questa che ridusse notevolmente la scia e quindi la possibile individuazione da parte delle navi nemiche. Il suo percorso massimo era di circa 5.000 metri ad una velocità di 30 nodi.
Visti i buoni risultati il siluro ebbe uno sviluppo che sfociò poi nel modello T-3a (1942) aumentandone la corsa fino ai 7.500 metri a 30 nodi.